# The Wonderful Barn

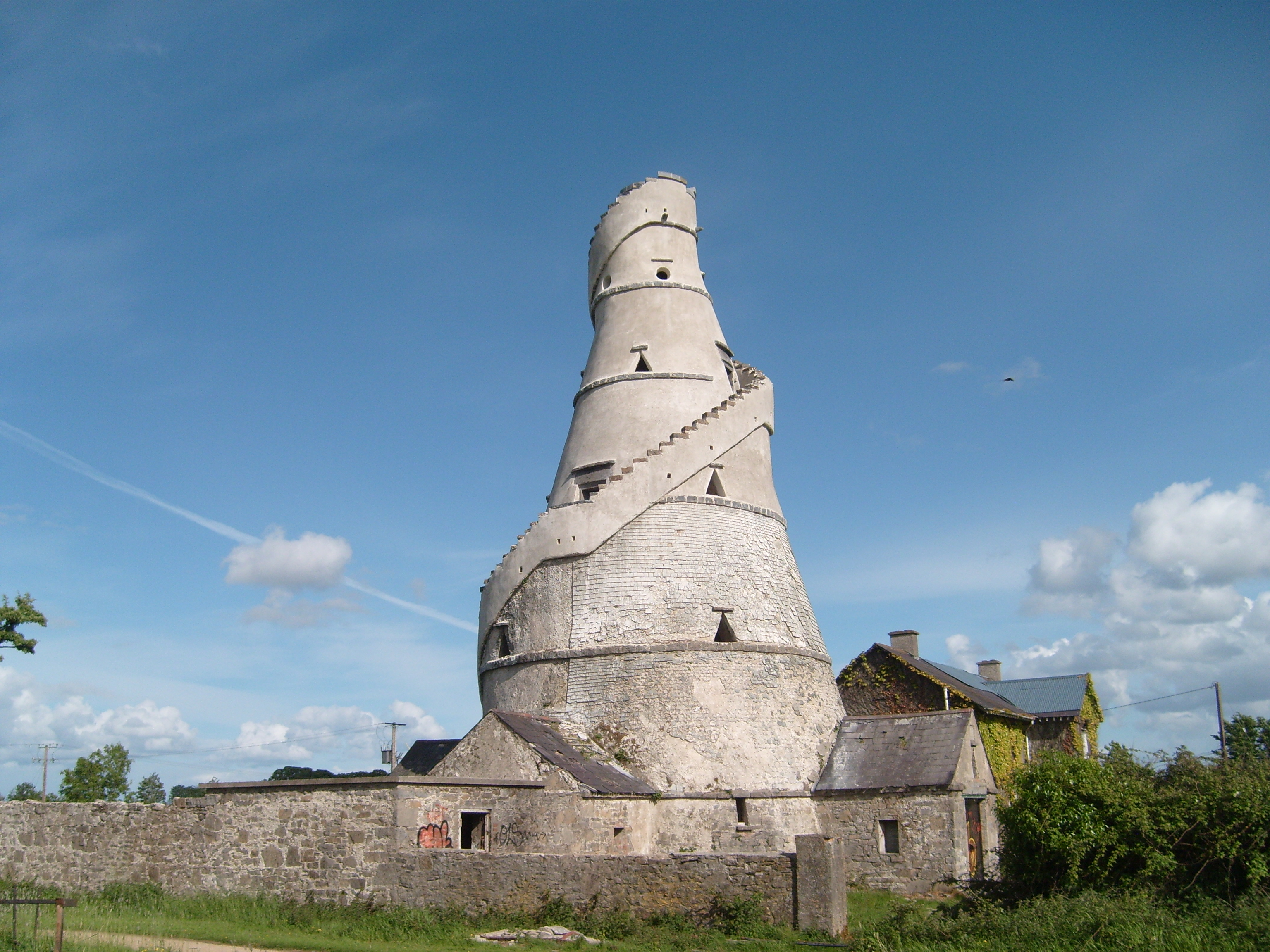
The Wonderful Barn – Foto vom Mai 2011

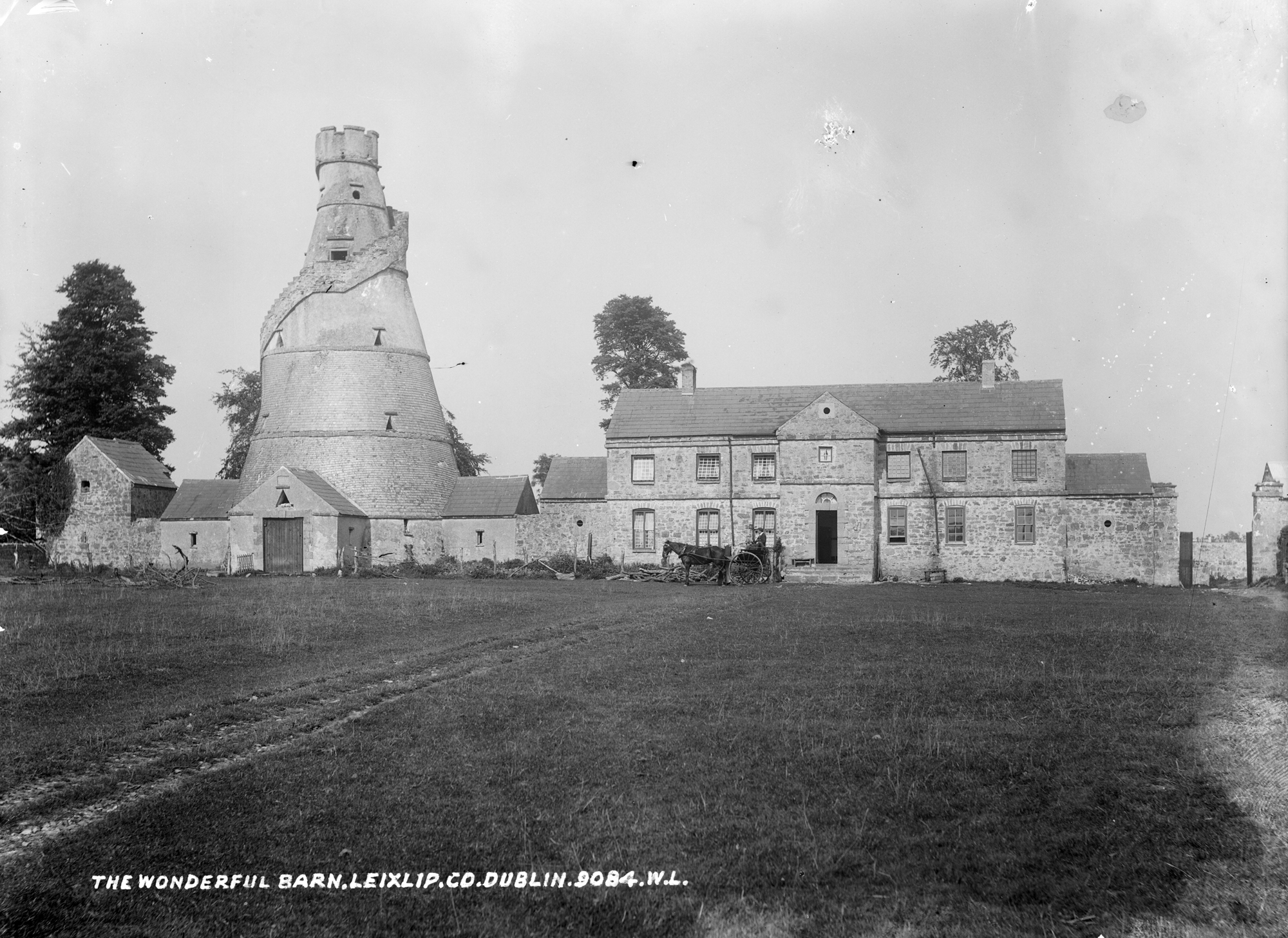
Ansicht der Scheune und des angrenzenden Hauses, etwa 1900.

The Wonderful Barn (englisch ‚Die wunderbare Scheune‘, irisch An Iothlainn Aisteach) ist eine Scheune in Korkenzieherform auf dem Gelände von Castletown House zwischen Leixlip und Celbridge im County Kildare, Irland. Es wurde 1743 auf der Leixlip zugewandten Seite des Anwesens erbaut. Die Treppe der Scheune führt auf der Außenseite des Gebäudes nach oben. Zum Ensemble gehören zwei kleinere Taubenschläge, die die Scheune an zwei Seiten flankieren.

## Theorien zum Verwendungszweck
Zum möglichen Zweck dieses ungewöhnlichen Gebäudes gab es im Laufe der Zeit unterschiedliche Spekulationen.
Eine Theorie basiert auf der im Georgianischen Zeitalter üblichen Verwendung von Tauben als Delikatesse, wenn saisonbedingt kein Wild oder andere Tiere zur Verfügung standen. Diese Theorie deutet The Wonderful Barn als Taubenschlag.
Die Höhe des Gebäudes würde sich auch für eine Nutzung durch Sportschützen eignen, wodurch die Theorie aufgestellt wurde, es könnte sich um einen Turm handeln, der zum Schießen oder von Jagdaufsehern verwendet wurde.
Der Turm ist von den Fenstern auf der Ostseite von Castletown House sichtbar, so dass es sich auch lediglich um ein Folly für diesen Ausblick handeln könnte.
Da das Gebäude jedoch über ein mittig angeordnetes Loch in jedem Geschossboden verfügt, wird allgemein davon ausgegangen, dass es sich um einen Getreidespeicher handelt. Das Gebäude wurde in den Jahren direkt nach der Irischen Hungersnot (1740–1741) gebaut, in denen ein Bedarf an neuen Getreidespeichern zur Vorbeugung zukünftiger Hungersnöte bestand. Die Conollys waren Besitzer des Gutes Kilmacredock, das sie verpachtet hatten. Ein Getreidespeicher wäre für ihre Pächter hilfreich gewesen.
Wahrscheinlich diente das Bauprojekt auch dem Zweck, der armen Bevölkerung der Umgegend Erwerbsmöglichkeiten zu schaffen. Diese Absicht hatte bereits ein anderes Bauprojekt verfolgt, das 1740–1741 auf dem Anwesen durchgeführt worden war: die Errichtung eines Obelisken mit der heutigen Bezeichnung Conolly’s Folly.
Ein ähnliches Gebäude, eine Imitation des Wonderful Barn, ist der Bottle Tower (engl. ‚Flaschenturm‘) in Churchtown (Dublin), in der Nähe von Rathfarnham.